# کول‌سکی (دهانه)
کول‌سکی یک دهانه برخوردی در ماه‌ است.

## دهانه‌های اقماری
این دهانه ۸ دهانه اقماری دارد.
| Kovalʹskiy | عرض جغرافیایی | طول جغرافیایی | قطر          |
| ---------- | ------------- | ------------- | ------------ |
| B          | ۲۰.۸° S       | ۱۰۱.۵° E      | ۲۸.۰ کیلومتر |
| D          | ۲۰.۹° S       | ۱۰۳.۰° E      | ۱۹.۰ کیلومتر |
| H          | ۲۲.۵° S       | ۱۰۲.۶° E      | ۳۷.۰ کیلومتر |
| M          | ۲۳.۸° S       | ۱۰۰.۸° E      | ۱۸.۰ کیلومتر |
| Q          | ۲۳.۵° S       | ۹۸.۷° E       | ۳۵.۰ کیلومتر |
| P          | ۲۲.۴° S       | ۱۰۰.۳° E      | ۲۵.۰ کیلومتر |
| U          | ۲۱.۱° S       | ۹۸.۱° E       | ۲۵.۰ کیلومتر |
| Y          | ۲۰.۸° S       | ۱۰۰.۵° E      | ۱۹.۰ کیلومتر |